# Sallen
Sallen település Franciaországban, Calvados megyében. Lakosainak száma 320 fő (2022. január 1.). Sallen Cormolain, Foulognes, Planquery, Montrabot, Caumont-sur-Aure és Saint-Jean-d'Elle községekkel határos.

## Népesség
A település népessége az elmúlt években az alábbi módon változott:
| Lakosok száma | 338  | 252  | 240  | 275  | 296  | 298  | 302  | 311  | 316  | 320  |
|               | 1968 | 1982 | 1990 | 2006 | 2013 | 2015 | 2017 | 2019 | 2020 | 2022 |